# Oxythecta
Oxythecta é um gênero de traça pertencente à família Agonoxenidae.